# Лукино (Богородский район)
Лукино — село в Богородском муниципальном округе Нижегородской области России.

## География
Село находится в центральной части Нижегородской области, в зоне хвойно-широколиственных лесов, при автодороге 22Н-0436, на правом берегу реки Кудьма.

### Климат
Климат характеризуется как умеренно континентальный, с тёплым коротким летом и холодной продолжительной зимой. Среднегодовая температура — 2,9 °C. Средняя температура воздуха самого тёплого месяца (июля) — 17,6 °C (абсолютный максимум — 37 °C); самого холодного (января) — −11,9 °C (абсолютный минимум — −43 °C). Продолжительность безморозного периода — 135—140 дней Среднегодовое количество атмосферных осадков составляет 533 мм, из которых 368 мм выпадает в период с апреля по октябрь. Устойчивый снежный покров устанавливается, как правило, в конце ноября и держится в среднем 135—145 дней.

## История
До упразднения уездно-губернского деления входило в состав в Нижегородского уезда Нижегородской губернии.

## Население
| 1999 | 2002 | 2010 |
| ---- | ---- | ---- |
| 299  | ↘255 | ↗287 |

## Известные уроженцы, жители
- Улыбышев, Александр Дмитриевич (1794—1858) — просвещённый музыкант-любитель и литератор, один из первых русских музыкальных критиков.

## Инфраструктура
Личное подсобное хозяйство с зоной сельскохозяйственного использования, индивидуальная застройка усадебного типа.
Основа экономики — сельское хозяйство.

## Памятные места, достопримечательности
В селе расположена усадьба Улыбышевых (XIX век), Церковь Покрова Богородицы

## Транспорт
Автобусное сообщение с райцентром. Остановка общественного транспорта «Лукино».

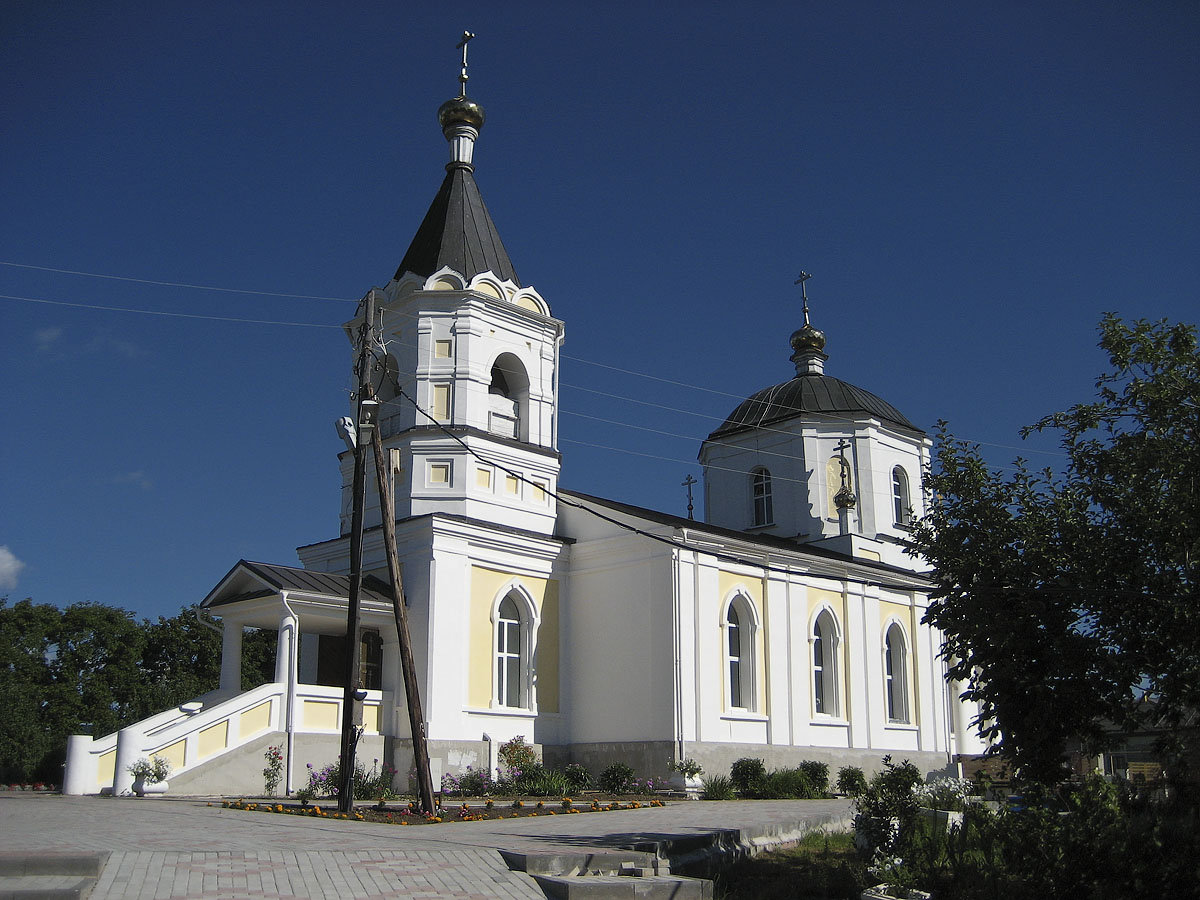
Церковь Покрова Богородицы (1866)
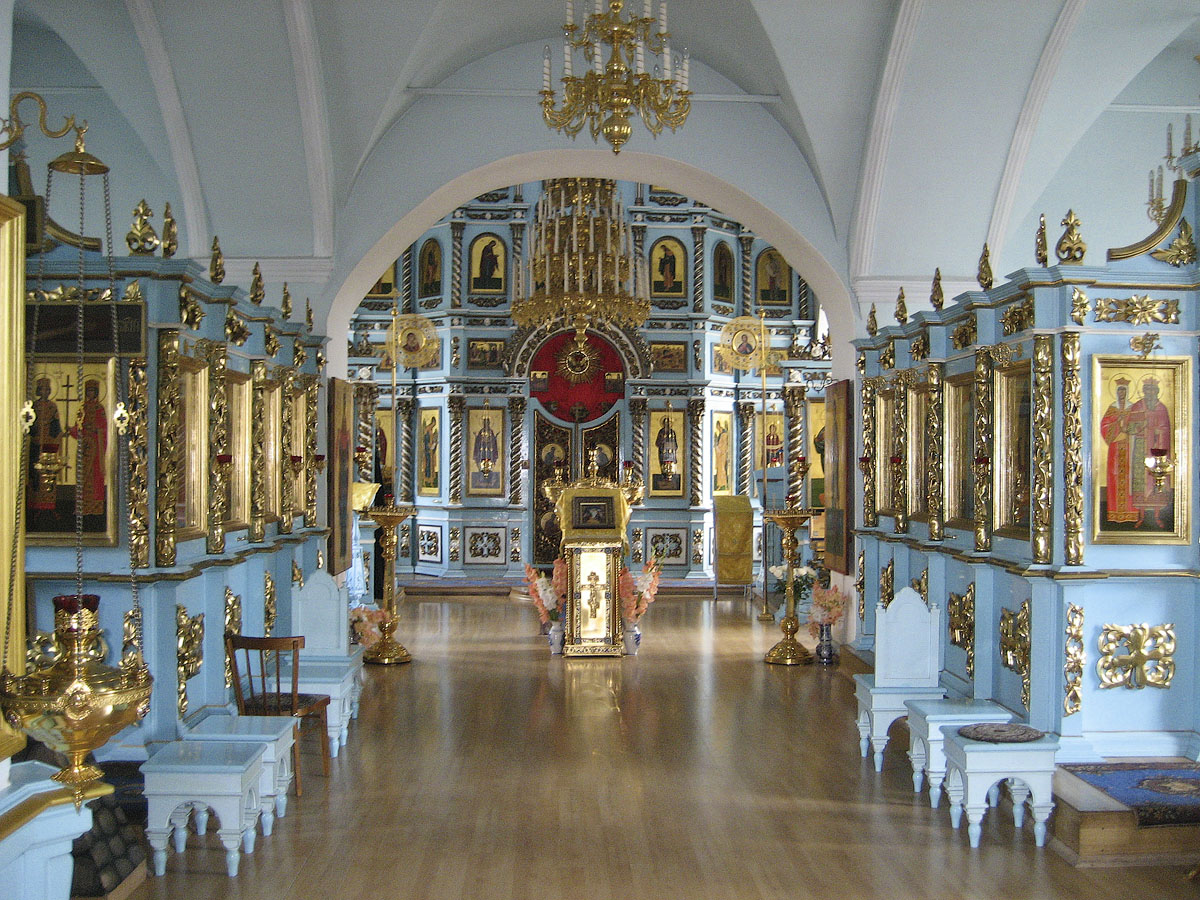
Церковь Покрова Богородицы, интерьер